# ヘンリー・ハドリー
ヘンリー・ハドリー（Henry Kimball Hadley, 1871年12月20日 マサチューセッツ州サマヴィル - 1937年9月6日 ニューヨーク）はアメリカ合衆国の作曲家・指揮者。

## 経歴
ボストンのニューイングランド音楽院でチャドウィックに作曲を師事した後、1894年から2年間ウィーンにおいて、ブラームスの秘書でハイドン研究家のオイゼビウス・マンディチェフスキに音楽学を師事した。1896年から1904年までロングアイランドで教会オルガニストを務めた後、ミュンヘンにおいてルートヴィヒ・トゥイレに作曲を師事。1909年に帰国してすぐシアトル交響楽団の指揮者に、その後は1911年から1915年まで、創設まもないサンフランシスコ交響楽団の指揮者に任命されるが、1915年からは作曲活動に専念した。1920年から1927年までニューヨーク・フィルハーモニー協会を、1929年から1932年まで自ら創設したマンハッタン交響楽団を指揮。後者では、アメリカ人作曲家の作品を集中的に取り上げた。この間、世界各地で指揮者として客演しており、1930年には来日して現在のN響を指揮し、大成功を収めた。新交響楽団（N響の前身）では10月5日の演奏会で自作「堕天使」を日本初演している。1924年よりアメリカ文芸アカデミー会員。1937年に癌のため他界。

## 作風と作品
ハドリーは後期ロマン派音楽の作曲家であり、恩師チャドウィック譲りの民族主義的な傾向と、トゥイレ経由で掌握したR.シュトラウスばりの豪放華麗な音響感覚によって、数々の優れた管弦楽曲を残した。交響曲では、好んで標題交響曲を書いている。異国趣味を題材にした作品も多い。管弦楽では、しばしば拡張された調性によっている。一方、室内楽は、より伝統的なブラームスを思わせる音楽語法で、侘しさを切々と歌い上げる作風のものが主である。ともすれば、この時期のアメリカ人作曲家がブラームスを手本にした場合、重苦しさや物悲しさが強調されがちなのに対して、ハドリーの室内楽は柔和で多感な表情を持ち、旋律的な魅力をたたえ、全般的に洗練されており、もっと見直されてよい。

## 主要作品

### 劇音楽・歌劇
- オペレッタ《幸せなジャックHappy Jack 》
- コメディ《ナンシー・ブラウンNancy Brown 》（1903年）
- 歌劇《ペルシア人サフィエSafié, the Persian 》（1909年）
- 楽劇《牧神の贖罪 The Atonement of Pan 》（1912年）
- オペレッタ《真珠取りの娘The Pearl Girl 》
- ニューアークの仮面劇The Masque of Newark （1916年）
- 歌劇《モンテズマの娘アソラAzora, the Daughter of Montezuma 》（1917年）
- 歌劇《ビアンカBianca 》（1918年）
- 歌劇《クレオパトラの夜Cleopatra's Night 》（1920年）
- 歌劇《常緑樹Semper virens 》
- オペレッタ《炎の王子The Fire Prince 》
- 放送劇《昔のパリの一夜A Night in Old Paris 》（1924年）
- 映画音楽《ドン・ファンDon Juan 》（1926年）
- 歌劇《ハニの伝説The Legend of Hani 》（1933年）
- ミュージカル《（紅い火花）The Red Flame 》

### 管弦楽曲
- 管弦楽のための狂詩曲《奇かし（あやかし）の精 The Culprit Fay 》（1909年）
- 交響曲 第2番「四季」（1901年）
- 交響曲 第4番「東西南北」（1911年）
- チェロ協奏曲
- ピアノ協奏曲
- 交響詩《大洋The Ocean 》（1921年）
- 交響詩《堕天使Lucifer 》
- 交響詩《サロメSalome 》
- 悪魔的なスケルツォScherzo diabolique （1934年）

### 室内楽曲
- ピアノ五重奏曲 イ短調 作品50（1919年）
- ピアノ三重奏曲 ト短調 作品132（1932年）